# Conjux
Conjux es una comuna francesa situada en el departamento de Saboya, en la región Auvernia-Ródano-Alpes.

## Demografía
| 142 | 125 | 125 | 122 | 126 | 169 | 183 | 202 |
| Para los censos de 1962 a 1999 la población legal corresponde a la población sin duplicidades (Fuente: INSEE [Consultar]) |     |     |     |     |     |     |     |